# Andreas Cornelius
Andreas Evald Cornelius (* 16. März 1993 in Kopenhagen) ist ein dänischer Fußballnationalspieler, der hauptsächlich als Stürmer eingesetzt wird. Seit September 2022 spielt er für den dänischen Verein FC Kopenhagen.

## Vereinskarriere

### Jugendfußball und FC Kopenhagen
Cornelius wurde im Jahre 1993 in der dänischen Hauptstadt Kopenhagen geboren, wo er auch aufwuchs und seine Fußballkarriere begann. Seine ersten Stationen waren dabei auf Amager, wo er unter anderem im Nachwuchs von BK Hekla und Fremad Amager spielte und schließlich in den Jugendbereich des Kopenhagener Klubs FC Kopenhagen wechselte. Dort durchlief er verschiedene Jugendspielklassen. Zum Ende der Saison 2011/12 wurde er erstmals ins offizielle Aufgebot der Profimannschaft aufgenommen, nachdem er mit dieser bereits im Sommer 2011 und in der Winterpause der Saison 2011/12 an Trainingslagern in Österreich und La Manga, Portugal, teilgenommen hatte. Sein Profiligadebüt gab er schließlich am 9. April 2012 beim 0:0-Auswärtsremis gegen Aarhus, als er in der 81. Spielminute für César Santin auf den Rasen kam. Etwas mehr als einen Monat später kam er bei einer 0:1-Auswärtsniederlage gegen den FC Midtjylland zu einem weiteren Ligakurzeinsatz. Dabei wurde er für den mehrfachen dänischen Nationalspieler Thomas Kristensen in der 73. Minute eingewechselt und erhielt in der 95. Minute die neunte und letzte Gelbe Karte des Spiels. Mit der Mannschaft rangierte er zum Saisonende mit zwei Punkten Rückstand auf Meister FC Nordsjælland auf dem zweiten Tabellenplatz. Im dänischen Fußballpokal 2011/12 kam die Mannschaft ins Finale, in dem sie schließlich den AC Horsens nach einem Treffer von Claudemir mit 1:0 bezwang. Cornelius wurde dabei jedoch in keinem der insgesamt fünf Pokalspiele eingesetzt.
In der Folgesaison scheiterte der FCK in der Qualifikation zur Champions League, in der die Mannschaft in der 3. Qualifikationsrunde knapp den FC Brügge bezwang und in der Play-off-Runde ebenso knapp mit einer Gesamtwertung von 1:2 gegen den OSC Lille aus dem laufenden Turnier ausschied. Da sich der FC Kopenhagen aufgrund dieser Platzierung automatisch für die UEFA Europa League 2012/13 qualifiziert hatte, nahm Cornelius mit dem Team an der dortigen Gruppenphase teil, in der die Mannschaft jedoch ebenfalls nicht den weiteren Aufstieg schaffte. Das junge Stürmertalent wurde dabei in allen vier CL- und allen sechs EL-Qualifikationsspielen seiner Mannschaft eingesetzt. Er erzielte einen Treffer und gab eine Torvorlage. Noch vor diesen Teilnahmen war er mit dem FC Kopenhagen in die Dänische Superliga 2012/13 gestartet, bei der er im Erstrundenspiel, einem 4:2-Heimsieg über den FC Midtjylland, seine ersten Profipflichtspieltreffer erzielte. Im weiteren Saisonverlauf entwickelte sich der damals 19-Jährige nicht nur zum Stammspieler im Angriff der Kopenhagener, sondern avancierte zum besten Torschützen des Teams und der Liga. Am Ende der Saison, als er mit den Löwen den zehnten Meistertitel in der Vereinsgeschichte gewann, war er mit 18 Treffern aus 32 Ligaeinsätzen Torschützenkönig der höchsten dänischen Fußballliga; daneben brachte er es auch noch auf fünf Vorlagen bei Ligaspielen und schied mit der Mannschaft im Cup 2012/13 im Viertelfinale aus. Dabei gelang ihm auch im Pokal ein Treffer. Aufgrund seiner Leistungen in dieser Spielzeit wurde er von ausländischen Vereinen umworben, darunter  englische Premier-League-Klubs wie der FC Arsenal oder der FC Everton. Außerdem stand Cornelius, der in England vor allem aufgrund seiner Statur und der ebenso hohen Kopfballgefährlichkeit als der neue Nicklas Bendtner angesehen wurde, auch kurzzeitig bei Borussia Dortmund im Gespräch. Weitere individuelle Auszeichnungen am Saisonende waren die Wahl zum Spieler des Jahres des FC Kopenhagen und der dänischen Superliga sowie zum dänischen Nachwuchstalent des Jahres.

### Cardiff City und wieder FC Kopenhagen

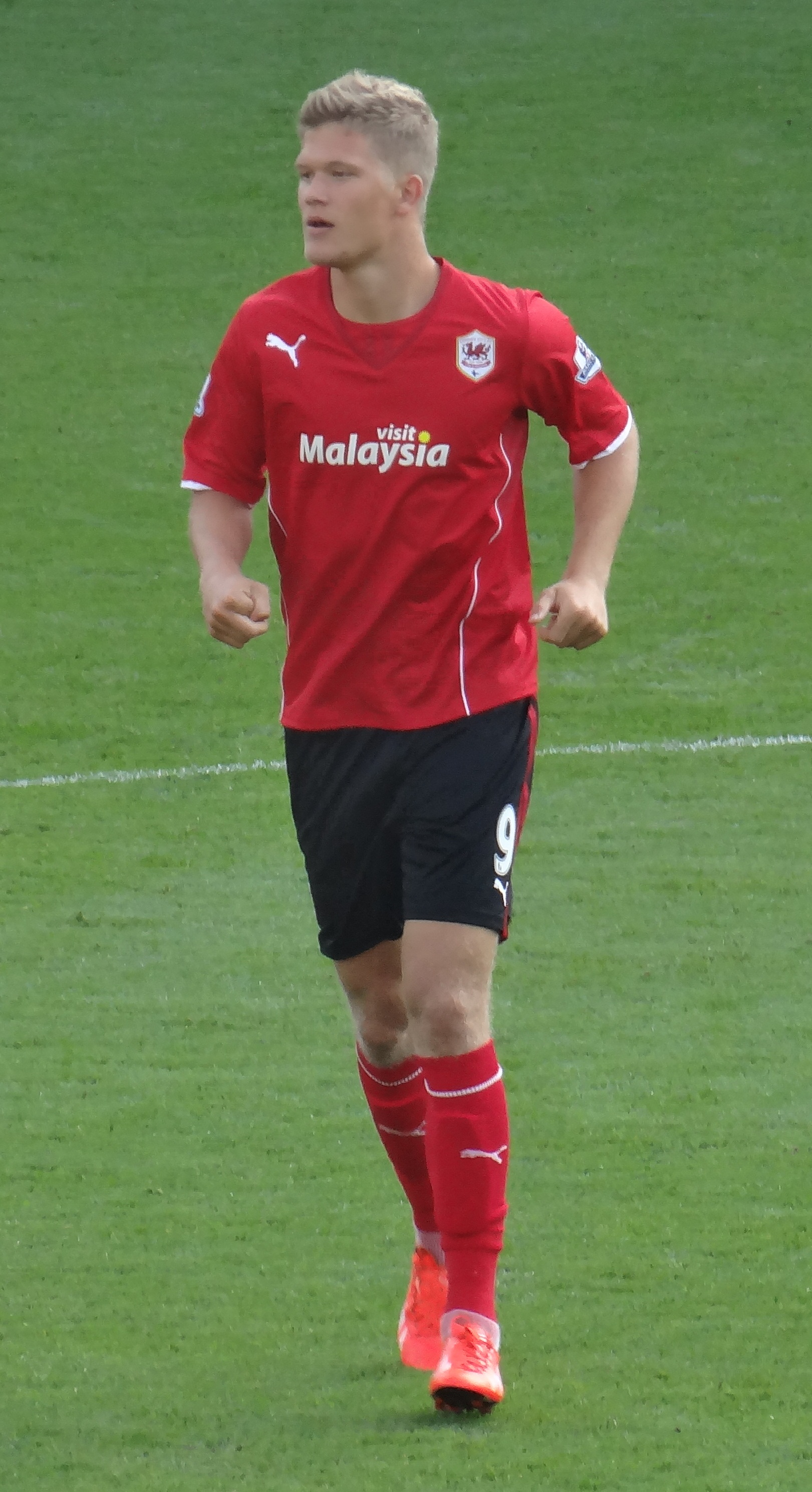
Andreas Cornelius als Spieler von Cardiff City (2013)

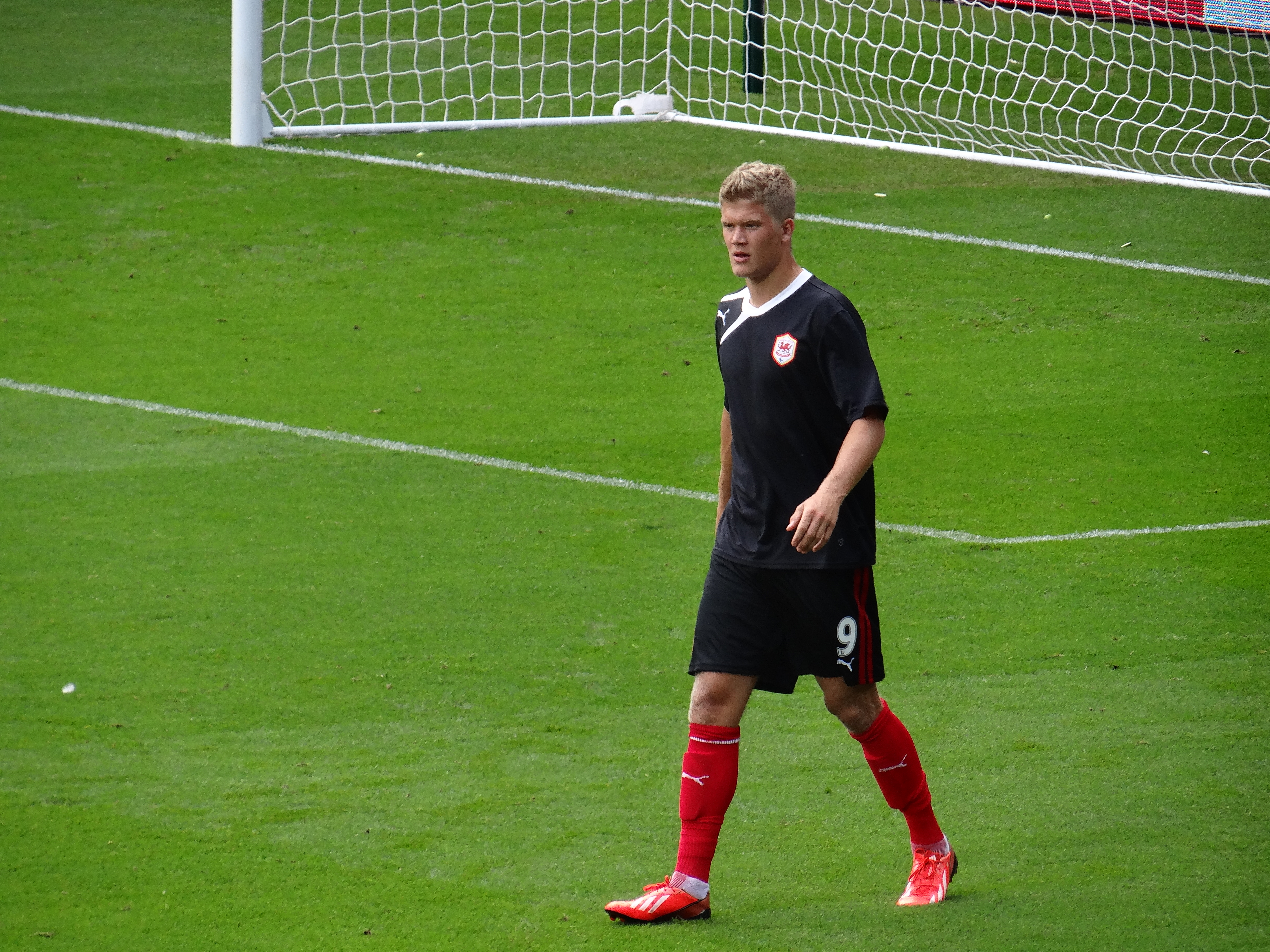
Andreas Cornelius beim Aufwärmen vor seinem Premier-League-Debüt (2013)

Im Sommer 2013 wechselte Cornelius zu Cardiff City. Er unterschrieb einen Fünfjahresvertrag. Nachdem er am zweiten Spieltag der Premier League 2013/14 nur zu einem einminütigen Kurzeinsatz gekommen war, stand der Däne über einen längeren Zeitraum nicht mehr im Aufgebot des englischen Erstligisten und fiel zum Teil auch aufgrund einer Verstauchung des Sprunggelenks vom laufenden Spielbetrieb aus. Danach kam er ab Ende November 2013 zu einer Reihe von Kurzeinsätzen für die Waliser, konnte aber auch bis Januar 2014 nicht überzeugen. Nach sieben Monaten wurde Cornelius wieder an den FC Kopenhagen abgegeben, was Cardiff nach eigenen Angaben insgesamt einen Verlust von 8,5 Millionen Pfund bescherte. Die Schuld dafür gab der Verein dem zuvor entlassenen Trainer Malky Mackay. Zurück in Kopenhagen brachte er es auf 13 Ligaeinsätze, bei denen ihm fünf Treffer gelangen; bei zwei weiteren Ligaspielen musste er wegen einer Sperre nach einer Roten Karte aussetzen. Im dänischen Cup der Saison 2013/14 zog er mit der Mannschaft ins Finale ein, in dem das Team dem damaligen Meister Aalborg BK mit 2:4 unterlag. Cornelius wurde in beiden Halbfinalbegegnungen sowie im Finale eingesetzt, wobei er im Finale einen Kopfballtreffer erzielte.
Über den Ligaweg schaffte es die Mannschaft als Vizemeister in die 3. Qualifikationsrunde zur UEFA Champions League 2014/15, in der die Mannschaft Dnipro Dnipropetrowsk mit einem Gesamtscore von 2:0 bezwang, wozu auch Cornelius einen Treffer beisteuerte. In der anschließenden Play-off-Phase konnte sich die Mannschaft nicht gegen Bayer 04 Leverkusen durchsetzen und schied so aus dem laufenden Turnier aus, hatte dabei aber die Möglichkeit an der Gruppenphase der UEFA Europa League 2014/15 teilzunehmen. Auch 2014/15 war Cornelius Stammspieler der Kopenhagener und brachte es, bis zu einer Knöchelverletzung beim Ligaspiel gegen die Silkeborg IF am 13. April 2015, auf insgesamt 22 Ligaeinsätze und sechs Ligatore. In der Europa-League-Gruppenphase schied man als Gruppenletzter hinter dem FC Brügge, dem FC Turin und dem HJK Helsinki aus. Als die Mannschaft in der Cup-Saison 2014/15 nach einem 3:2-Finalsieg nach Verlängerung über den FC Vestsjælland am 14. Mai 2015 dänischer Pokalsieger wurde, war Cornelius bereits verletzungsbedingt ausgefallen. Dennoch wirkte er selbst noch bis zum Viertelfinale mit und erzielte einen Treffer in drei Pokalspielen. Im Ligageschehen wurde der Klub abermals Vizemeister; diesmal mit vier Punkten Rückstand auf den FC Midtjylland. Aufgrund seiner schweren Knöchelverletzung wird Cornelius bis voraussichtlich Mitte Oktober 2015 ausfallen.

### Weitere Tätigkeit
Zur Saison 2017/18 wechselte Cornelius nach Italien zu Atalanta Bergamo. Er kam auf 23 Spiele und 3 Treffer in der Serie A. Zur Saison 2018/19 wurde er nach Frankreich zum FC Girondins Bordeaux ausgeliehen. Nach Ende dieser Ausleihe wurde er, ohne noch ein Spiel für Bergamo gemacht zu haben, bis zum Ende der Saison 2020/21 an den Ligakonkurrenten Parma Calcio mit anschließender Kaufpflicht ausgeliehen.
Im August 2021 wechselte er in die Süper Lig zu Trabzonspor, wo er mit der Mannschaft eine Meisterschaft sowie den türkischen Supercup erlangte.
Im August 2022 wechselte Cornelius zu seinem Jugendverein FC Kopenhagen.

## Nationalmannschaftskarriere

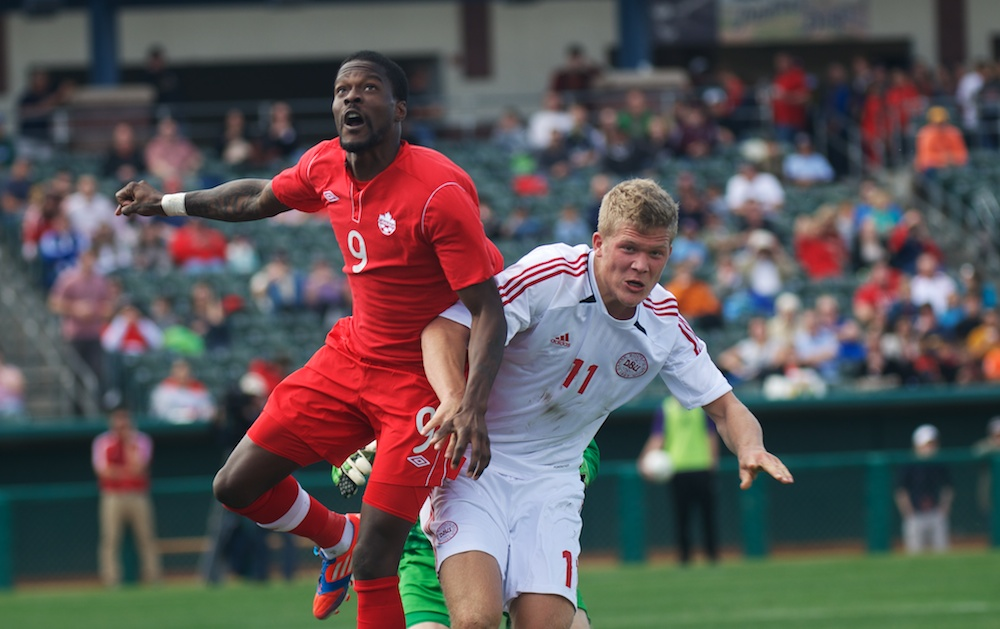
Andreas Cornelius in Aktion in einem Länderspiel gegen Kanadas Tosaint Ricketts (2013)

Erste Auftritte in einer dänischen Juniorenauswahl hatte Cornelius im Jahre 2010, wobei er am 21. Oktober 2010 bei einer 1:2-Niederlage gegen die Alterskollegen aus der Schweiz für die dänische U-18-Auswahl debütierte. Im Folgejahr brachte er es auf fünf weitere U-18-Länderspiele, wobei er bei seinem letzten Einsatz, einem 3:1-Erfolg über die U-18 von Norwegen zu einem Doppelpack brachte. Etwa drei Monate später debütierte er bei einem 1:1-Remis gegen Belgien in der dänischen U-19-Fußballnationalmannschaft und erzielte dabei gleich seinen ersten U-19-Treffer. Mit dem Team nahm er unter anderem auch an der Qualifikation zur U-19-EM 2012 teil und erzielte in dieser einen Doppelpack gegen Maltas U-19-Auswahl. Nachdem die Dänen die Gruppenphase der Qualifikationsrunde als Gruppensieger überstanden, reichte es in der darauffolgenden Eliterunde nicht für eine fixe Qualifikation zur U-19-EM. Nachdem er Ende Mai 2012 seinen letzten U-19-Länderspieleinsatz hinter sich gebracht hatte, hatte er eine Einsatzstatistik von 14 Länderspielen und vier Treffern.
Abermals knapp drei Monate später debütierte er am 15. August 2012 für die nächsthöhere dänische Juniorenauswahl, die U-21 Dänemarks. Am 8. September 2012 gab der damals 19-Jährige schließlich sein offizielles Debüt für die A-Nationalmannschaft seines Heimatlandes, als er im ersten Gruppenspiel der Gruppe B in der Qualifikation zur WM 2014 gegen Tschechien in der 71. Spielminute für Nicolai Jørgensen aufs Spielfeld kam. In den folgenden Jahren brachte er es auf diverse Einsätze für Dänemarks U-21-Nationalmannschaft, für die er oftmals in EM-Qualifikationsspielen eingesetzt wurde, aber auch auf mehrere Einsätze in der A-Nationalmannschaft, mit der er nur knapp in der Gruppenphase als Zweiter hinter dem Ersten Italien in der Gruppenphase scheiterte. Als schlechtester Gruppenzweiter konnten sich die Dänen allerdings auch nicht für die Relegationsspiele qualifizieren und schieden so frühzeitig aus. Daneben absolvierte er für beide Teams diverse Freundschaftsspiele und wurde bislang (Stand: 29. Juni 2015) in sieben Spielen für das U-21-Team eingesetzt, für das er zwei Treffer beisteuerte, und war auch in acht Spielen für Dänemarks A-Nationalelf im Einsatz, für die er ein Tor erzielte. Des Weiteren brachte er es Anfang 2013 bei einer US-Tour zu zwei inoffiziellen Länderspieleinsätzen für sein Heimatland. Zur Fußball-Europameisterschaft 2021 wurde er in den dänischen Kader berufen. Bei der EURO hatte er nur vier Kurzeinsätze in den Gruppenspielen und im Achtelfinale von insgesamt 57 Minuten. Die Dänen erreichten zum vierten Mal das EM-Halbfinale, das sie mit 1:2 nach Verlängerung gegen England verloren. 

## Erfolge
FC Kopenhagen
- Dänischer Vizemeister: 2011/12
- Dänischer Fußballpokalsieger: 2011/12 (ohne Einsatz)
- Dänischer Meister: 2012/13, 2015/16, 2016/17, 2022/2023
- Dänischer Torschützenkönig: 2012/13 (mit 18 Toren)
- Spieler des Jahres des FC Kopenhagen: 2012/13
- Spieler des Jahres der dänischen Superliga: 2012/13
- Dänisches Nachwuchstalent des Jahres: 2012/13
- Dänischer Vizemeister: 2013/14, 2014/15
- Dänischer Fußballpokalfinalist: 2013/14
- Dänischer Fußballpokalsieger: 2014/15, 2015/16, 2016/17

Trabzonspor
- Türkischer Meister: 2021/22